# Mischocyttarus communalis
Mischocyttarus communalis är en getingart som beskrevs av Richards 1978. Mischocyttarus communalis ingår i släktet Mischocyttarus och familjen getingar. Inga underarter finns listade i Catalogue of Life.